# Аркел (деревня)
Аркел — деревня в провинции Южная Голландия, Нидерланды.

## История
Согласно летописцам 16-го века, Аркель был бы основан в 983 году Яном ван Аркелем, который женился там. Однако эта версия сейчас считается неисторической.

## Транспорт
В Аркеле есть железнодорожная станция.
Через Аркел проходят автобусные линии 80, 704 и 705.

## Достопримечательности
В Аркеле находятся ветреная мельница и восьмиугольная церковь

## Известные уроженцы
Френки Де Йонг — футболист